# Minnen av och om Emil Key
Minnen av och om Emil Key är en biografi som gavs ut av Ellen Key postumt över sin fader Emil Key, drygt 10 år efter hans död.
Böckerna gavs ut på Albert Bonniers förlag.
- Band I (1915), 405 sidor
- Band II (1916), 385 sidor
- Band III (1917), 479 sidor (inklusive personregister)